# NGC 6206
NGC 6206 (другие обозначения — IC 1227, UGC 10506, MCG 10-24-18, ZWG 299.9, KAZ 78, PGC 58723) — линзообразная галактика (S0) в созвездии Дракон.
Этот объект входит в число перечисленных в оригинальной редакции «Нового общего каталога».